# Vécsey Miklós (főispán, 1749–1829)
Vécsei és hajnácskői báró Vécsey Miklós (Keszthely, 1749. október 10. – Pest, 1829. szeptember 12.) császári és királyi kamarás és főispán. Vécsey Miklós császári és királyi kamarás, főispán és Csáky Antalné Vécsey Anna édesapja.

## Élete
Vécsey István altábornagy és Festetics Judit fia. 1787-ben császári és királyi kamarás, helytartósági tanácsos és a temesi kincstári igazgatóság elnöke volt. 1804-ben Szatmár vármegye főispánjává nevezték ki, 1809-ben pedig a Hétszemélyes Tábla bírája is lett.

## Munkája
- Báró Vécsey Miklós ur eö ngának N.-Károlyban 1794. Sz. Jakab hava 7. elmondott magyar beszéde, mellyet Szattmár vármegye főispáni hivatalának adminisztrátorságát elvégezvén, azon nemes vármegye rendeitől bucsuzott. Hely n.